# 倫德瓦格斯山
69°50′S 39°9′E / 69.833°S 39.150°E
倫德瓦格斯山是南極洲的山峰，位於毛德皇后地的呂佐夫-霍爾姆灣東南岸，處於倫德瓦格灣以東，該山峰根據挪威探險隊拍攝的空中照片被繪入地圖。